# Itrotantalita-(Y)
La itrotantalita-(Y) o yttrotantalita-(Y) es un mineral óxido de composición (Y,U4+,Fe2+)(Ta,Nb)2(O,OH)4. Su nombre hace referencia a su composición química, que contiene itrio, y a su similitud con la tantalita.

## Propiedades
La itrotantalita-(Y) es un mineral de opaco a translúcido de color negro parduzco o negro. Su lustre va de submetálico a vítreo o graso.
Con luz transmitida tiene coloración pardo rojiza o pardo oscura y puede presentar zonación; con luz reflejada es pardo grisáceo con reflexiones internas pardas o gris amarillentas.
Posee dureza entre 5 y 5,5 en la escala de Mohs y densidad entre 5,5 y 5,9 g/cm³. Es un mineral débilmente magnético insoluble en ácidos.
Cristaliza en el sistema monoclínico, clase prismática (2/m).
Su contenido elemental es de un 38% de tántalo, un 20% de uranio, un 15% de itrio, un 6,6% de niobio y un 1,6% de hierro, que corresponde a una fórmula empírica (Y0.6U0.3Fe0.1)(Ta0.75Nb0.25)(O0.75(OH)0.25)4. Como impurezas más habituales pueden estar presentes erbio, manganeso y lantano.
Recientes estudios sitúan a la itrotantalita-(Y) dentro del grupo mineralógico de la samarskita y no en el de la fergusonita.

## Morfología y formación
La itrotantalita-(Y) forma cristales prismáticos [001] con {110} y {010} prominentes; pueden ser también tabulares en {010}.
Es un mineral accesorio en pegmatitas graníticas, habitualmente asociado a albita, granate, topacio, fergusonita, monazita, columbita, allanita, samarskita, xenotimo, gadolinita y mica.

## Yacimientos
En Suecia existen diversos depósitos de itrotantalita-(Y): además de la localidad tipo en Ytterby (Vaxholm, Uppland), destacan los de Broddbo y Finnbo en Falun (Dalarna), y Slättåkra (Småland). Se ha encontrado también este mineral en Dillingøya y Berg (Østfold, Noruega), en la pegmatita Pyörönmaa (Valkeakoski, Finlandia) y en el sur de los Urales (óblast de Cheliábinsk, Rusia).
Estados Unidos cuenta con depósitos de este mineral en las áreas de Cribbenville y La Jarita-Apache (condado de Río Arriba, Nuevo México).
Asimismo, en la isla de Honshu (Japón) hay yacimientos tanto en Otsu (Shiga) como en Sukagawa y Kawabata (Fukushima); este último enclave, la pegmatita de Suishoyama, tiene forma de tubo vertical y 60 m de diámetro, siendo a su vez la localidad tipo de la iwashiroíta-(Y), mineral muy relacionado con la itriotantalita-(Y).